# Рижки вагоностроителен завод
Рижкият вагоностроителен завод (РВЗ) (на латвийски: Rīgas Vagonbūves Rūpnīca, RVR, на руски: Рижский вагоностроительный завод) – e предприятие в Рига, един от най-големите машиностроителни заводи на територията на Латвия.
Заводът е основан през 1895 г. от немско-балтийския предприемач Оскар Фрейвирт като акционерно дружество „Fenikss“. Става един от най-големите производители на вагони в Руската империя.
При настъплението на немците през 1915 г. през Първата световна война, заводът, заедно с други, намиращи се в Рига е евакуиран на изток, дълбоко в територията на Русия.
През 30-те години в празните помещения на „Fenikss“ е създадено акционерно дружество „Vairogs“. Новото дружество получава лиценз от Форд Мотър Къмпани за монтаж на автомобили. Заводът става най-големия производител на автомобили в страните от Прибалтика. До 1940 г. отново започват да се произвеждат вагони.
В периода, когато Латвия е част от СССР заводът е един от най-големите производители на електрически и дизелови мотрисни влакове и трамвайни вагони.
Сред производствата на завода са трамвайни вагони „МТВ-82“, трамваи „РВЗ-6“, електрически мотрисни влакове „ЭР1“, „ЭР2“, „ЭР7“, „ЭР9“, „ЭР22“ (за СССР), „ЭР25“ (за България), „ЭР31“ (за Югославия/Сърбия) и „ЭР33“ (за България). Освен това, в завода през 1973 и през 1988 г. са произведени двата състава на единствения съветски скоростен електрически влак „ЭР200“. В последните години завода произвежда електрическите влакове „ER2T“, „ER2TM“ и „ER9TM“), дизеловия влак „DR1B“, автомотрисата „AR2“, градските трамваи „RVR-2002“, а също и ремонтира железопътна техника.
От 2017 г. е започната процедура по несъстоятелност на предприятието
Страни, експлоатиращи техника, произведена в „RVR“
| Име                                                          | Държава             | Тип (брой)                                             |
| ------------------------------------------------------------ | ------------------- | ------------------------------------------------------ |
| Հայկական երկաթուղի (Арменски държавни железници)             | Армения             | ER2 (66)                                               |
| Azərbaycan Dəmir Yolları (Азербайджански държавни железници) | Азербайджан         | ER2 (74)                                               |
| БДЖ                                                          | България            | ER25 (79), ER33 – (6)                                  |
| Беларуская чыгунка (Беларуски железници)                     | Беларус             | ER9 (57), DR1 (?)                                      |
| საქართველოს რკინიგზა (Грузински железници)                   | Грузия              | ER2 (?)                                                |
| Қазақстан темір жолы (Казахстански железници)                | Казахстан           | ER9 (77), DR1 (10)                                     |
| Lietuvos geležinkeliai (Литовски железници)                  | Литва               | ER9 (16), DR1 (14), AR2 (1)                            |
| Pasažieru vilciens (Пътнически превози)                      | Латвия              | ER2 (108), ER2T (23), DR1A (31), DR1AM (10),           |
| Македонски железници                                         | Република Македония | ER31 (серия 412) (4)                                   |
| Жељезнички превоз Црне Горе (Железници на Черна гора)        | Черна гора          | ER31 (серия 412) (5)                                   |
| Российские железные дороги (Руски железници)                 | Русия               | ER1 (260), ER2 (1106), ER22 (66), ER200 (2), ER9 (617) |
| Железнице Србије (Сръбски железници)                         | Сърбия              | ER31 (серия 412) (38)                                  |
| Укрзалізниця (Украински железници)                           | Украйна             | ER1 (?), ER2, ER9 (?), DR1                             |

## Спад на производството
След разпадането на СССР през 1991 г. обемите на производството постоянно намаляват. Последният електрически влак, построен в „РВЗ“ за Русия излиза през 1993 г.. След това Русия започва собствено производство на електрически мотрисни влакове. Продукцията на „РВЗ“ се реализира в Украйна (до 2001 г.)) и Грузия (до 2003 г.). Производството на серията „ЭР9“ спира още през 1996 г. След 2003 г. единственият завършен мотрисен влак в „РВЗ“ е теснолинейния електровлак „Эп-563“ през 2014 г. за Новоатонския пещерен железен път.

## Галерия
- ЕМВ ЭР2-8004 на г. Рига-Пътническа, Латвия
- ЕМВ ЭР2Т-7113 на г. Елгава I, Латвия
- Автомотриса АР2-002 на г. Вилнюс-Пътническа, Литва
- ЕМВ ЭР9М-381M на линията Лентварис – Панеряй, Литва
- ДМВ ДР1А-283M на лимията Вилнюс-Товарна – Панеряй, Литва
- JZ серия 412 с цветовете на сръбските железници
- БДЖ серия 32 на г. Царева ливада